# Naphtali Busnach
Naphtali Busnach (en hébreu: נפתלי בוסנח) est un chef de la communauté juive à Alger, et un conseiller sous le règne de Mustapha Pacha durant la régence d'Alger. Il est tué le 28 juin 1805 par les janissaires, les Juifs d'Alger sont massacrés le prochain jour.

## Biographie
Naphtali Busnach est élu en février 1800 par le dey Mustapha Pacha pour être son conseiller et le chef des Juifs d'Alger,,. En 1801, il accueille les consuls hollandais, danois et suédois. La même année, il réussit à stopper un différend entre l'Espagne et la régence d'Alger. En 1803, il est le principal médiateur entre le Portugal et la régence. Un conflit qui ne se termine qu'en 1813,.

## Mort
Le 28 juin 1805, un vendredi matin, Naphtali est assis au soleil lorsqu'un janissaire nommé Yahia, qui avait été refusé par Naphtali après avoir essayé d'obtenir un emploi de lui, s'approche furtivement de Naphtali et lui tire dessus trois fois. Naphtali ne meurt pas sur le coup. Il réussit à rentrer chez lui avant de mourir peu après midi,,.
Le lendemain, le dey Mustapha, craignant que l'assassinat de Busnach ne provoque des troubles, accepte une lettre des janissaires demandant l'autorisation de massacrer les Juifs d'Alger pour les empêcher de se révolter. Ils détruisent leurs boutiques et synagogues et tuent environ 200 à 500 Juifs,,,,. Deux mois plus tard, le dey Mustapha est également tué.